# ¿No hay, en verdad, belleza? (Star Trek: La serie original)
¿No hay, en verdad, belleza? es el quinto episodio de la tercera temporada de Star Trek: La serie original, fue transmitido por primera vez el 18 de octubre de 1968. Es el episodio número 60 en ser transmitido y el número 62 en ser producido, fue escrito por Jean Lisette Aroeste y dirigido por Ralph Senensky.
El título de este episodio fue tomado del poema Jordan escrito por George Herbert:

Who sayes that fictions onely and false hair
Become a verse? Is there in truth no beauty?
Is all good structure in a winding stair?
May no lines passe, except they do their dutie

Not to a true, but painted chair?"

En la versión Bluray el título de este episodio en el audio en español es dado como No hay belleza en la verdad.
Resumen: La nave estelar USS Enterprise transporta a un embajador extraterrestre cuya apariencia causa locura.

## Trama
En la fecha estelar 5630.7, la USS Enterprise recoge a un embajador medusiano llamado Kollos. El embajador pertenece a una raza de criaturas basadas en la energía, emocionalmente bellas en su interior, pero con una apariencia externa tan horrible que causa la locura a los humanoides que la ven. La Federación organiza una reunión con los medusanos para intercambio de tecnología, especialmente en el área de mejoras en los equipos de navegación de las naves estelares.
Para ser transportado, el medusano debe permanecer oculto dentro de un contenedor. Lawrence Marvick, uno de los principales diseñadores del Enterprise es teletransportado a bordo en primer lugar, luego la sala de teletransportación es vaciada de todos excepto Spock, que se pone un visor especial - dado que los vulcanos pueden tolerar de mejor forma la apariencia de un medusano cuando lo usan - quedando a cargo de la operación del teletransportador. Spock trae a bordo el contenedor de Kollos junto con la doctora Miranda Jones, la bella asistente de Kollos y una talentosa telépata.
Al llegar Spock le ofrece a Miranda su ayuda para llevar el contenedor del embajador Kollos a la habitación asignada a ambos. Está claro, incluso para Spock, que él y la joven doctora se encuentran mutuamente intrigados por el otro. Spock la invita a ella y a Marvick a cenar más tarde con el capitán Kirk. Cuando Spock se va, Miranda abre el contenedor y mira a su compañero medusiano. El ser aparece como una serie de luces y colores pestañeando fuertemente. Muy extrañamente, ella parece ser inmune a la locura inducida por su sola apariencia.
Durante la cena, Miranda nota la insignia ceremonial vulcana IDIC y le hace preguntas sobre ella. Ella decide que las habilidades telepáticas de Spock son mucho más poderosas que las que ella podría desarrollar, incluyendo el ser capaz de comunicarse mejor con su compañero medusiano. Después de traer el tema del medusiano a la conversación, Miranda se desvanece, sintiendo intenciones asesinas de alguien presente en la habitación y se va rápidamente. Posteriormente detecta que las intenciones asesinas emanan de Marvick, pero no puede determinar quién es el blanco.
Marvick está enamorado obsesivamente de Miranda, quien rechaza sus acercamientos. Está extremadamente celoso de su estrecha relación con el medusiano, al punto que comienza a tramar su asesinato. Más tarde en la noche, Marvick entra en la habitación de Kollos con un fáser, pero Kollos siente la intrusión y sale de su contenedor. Marvick ve al medusiano y se vuelve loco.
Marvick huye hacia ingeniería, lucha con Scott y otros miembros del equipo de ingeniería y los deja fuera de combate, luego comienza a cambiar la configuración de los controles de la nave. Repentinamente el Enterprise salta a warp factor 9, y es dirigido a un curso inestable que lo sacará de la galaxia. Marvick finalmente es reducido y después de apuntar hacia Miranda y gritar una advertencia ¡No la amen! ¡Ella los matará si la aman!, muere instantáneamente. McCoy no puede encontrar la causa de su muerte. Sin ninguna referencia de navegación de donde ellos se encuentran el Enterprise está perdido en el espacio.
Siendo talentosos navegantes naturales, el medusiano está de acuerdo en realizar una fusión mental vulcana con Spock o con Miranda y usar su cuerpo humanoide para operar los controles de la nave y regresarla a espacio conocido. Miranda, quien está extremadamente celosa de la habilidad de Spock para unir su cuerpo con el medusiano, se opone fuertemente cuando Kirk prefiere a Spock. Ella discute la decisión pero se da cuenta de que no hay alternativa, dado que no tiene idea de cómo pilotar a la nave pero sí Spock.
Cuando se le pregunta acerca de su fuerte relación con el extraterrestre, ella dice que es porque la mente de Kollos es la cosa más bella que ella ha visto, tan serena y pura. En ese momento se revela que Miranda es ciega. Una red especial sobre su vestido es realmente una sofisticada red de sensores que le permiten ver y permanecer inmune a la presencia del medusiano cuando este está fuera de su contenedor.
Kollos es llevado al puente, donde un biombo de separación especial es instalado para esconderlo del resto de la dotación del puente. Spock se pone un visor especial y abre el contenedor de Kollos. Él realiza la fusión mental con la criatura y todos observan expectantes. Poco después, Spock sale de detrás del biombo con una feliz sonrisa y saluda calurosamente al resto de la tripulación detonando que él es Kollos en el cuerpo de Spock. Los celos de Miranda parecen estar presentes a medida que ella ve cómo Kollos usa el cuerpo de Spock para pilotar al Enterprise de regreso a espacio conocido.
Con la nave nuevamente de regreso a espacio seguro y Kollos haciendo observaciones acerca de la vida en un cuerpo sólido, se cumple el plazo para que este regrese a su contenedor. Spock se mueve por detrás del biombo, pero Sulu se da cuenta de que las gafas protectoras de Spock se quedaron encima de la consola del timón. Kirk trata de detenerlo, pero es demasiado tarde. Spock aparece de detrás del biombo protector y ataca salvajemente a la tripulación.
Kirk usa un fáser para aturdir a Spock que es llevado rápidamente a la enfermería, mientras que Kirk, sabiendo que Miranda está celosa de Spock, la acusa de haber sugerido telepáticamente que Spock olvidara su visor. McCoy le informa que Spock está agonizando, pero como un acto de buena voluntad, Miranda fusiona su mente con la de Spock y restaura su cordura y le salva la vida.
Posteriormente, Miranda y Kollos llegan a su destino, en el camino Miranda ha logrado realizar una fusión con la mente de Kollos. Ella ya no está celosa, y ahora comprende lo que Spock experimentó. Ella también perdona al capitán Kirk pero antes de que ella y Kollos partan, Kirk le ofrece una rosa. Miranda dice Supongo que tiene espinas, a lo que Kirk replica Nunca he encontrado una rosa que no las tenga.

## Remasterización del aniversario de los 40 años
Este episodio fue remasterizado en el año 2006 y fue transmitido el 22 de marzo de 2008 como parte de la remasterización por el aniversario de los 40 años de la serie original. Fue precedido una semana antes por la versión remasterizada de Aquello que sobrevive y seguido una semana más tarde por la versión remasterizada de Elena de Troya. Además del audio y video remasterizado, y todas las animaciones de la USS Enterprise realizadas por CGI que es el estándar de todas las revisiones, los cambios específicos para este episodio son:
- El planeta al comienzo del episodio fue modificado para mostrar una apariencia más realista.
- El trayecto a través de la 'Barrera Galáctica' fue cambiado. Un patrón de energía azulada reemplazó al caleidoscopio de colores original.
- Cuando el Enterprise llega a su destino, se muestra ahora una pequeña nave espacial que lo espera.